# ۲۰۳۵ (میلادی)
۲۰۳۵ (میلادی) ۲۰۳۵مین سال تقویم میلادی است.

## درگذشتگان
‎